# Амадор Сити (Калифорнија)
Амадор Сити (енгл. Amador City) град је у америчкој савезној држави Калифорнија. По попису становништва из 2010. у њему је живело 185 становника.

## Демографија
Према попису становништва из 2010. у граду је живело 185 становника, што је 11 (5,6%) становника мање него 2000. године.
| Група             | 2000.       | 2010.       |
| Белци             | 168 (85,7%) | 163 (88,1%) |
| Афроамериканци    | 0 (0,0%)    | 0 (0,0%)    |
| Азијати           | 0 (0,0%)    | 2 (1,1%)    |
| Хиспаноамериканци | 18 (9,2%)   | 11 (5,9%)   |
| Укупно            | 196         | 185         |